# 澳门国际马拉松

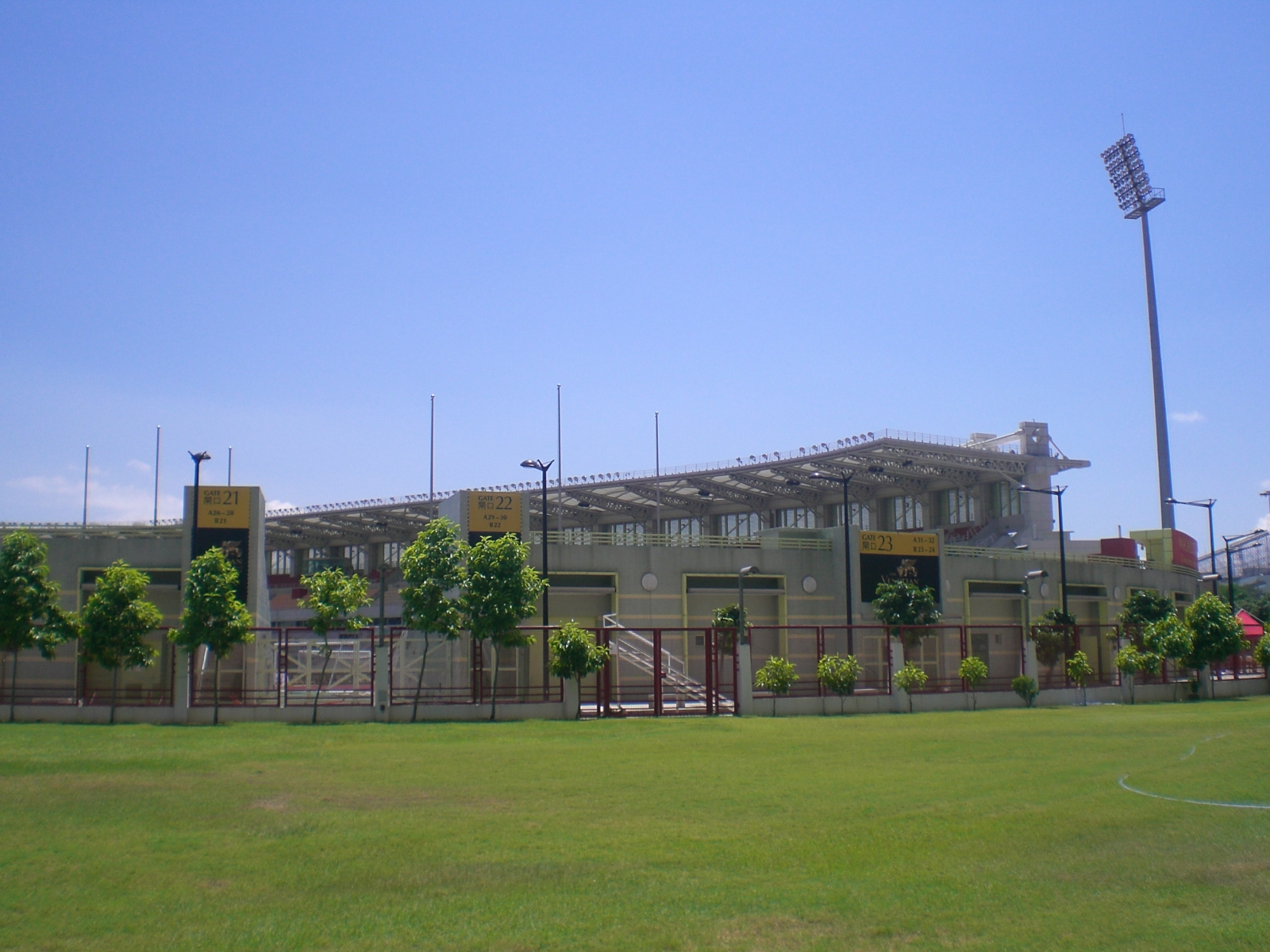
奥林匹克體育中心-運動場為賽事起點及終點

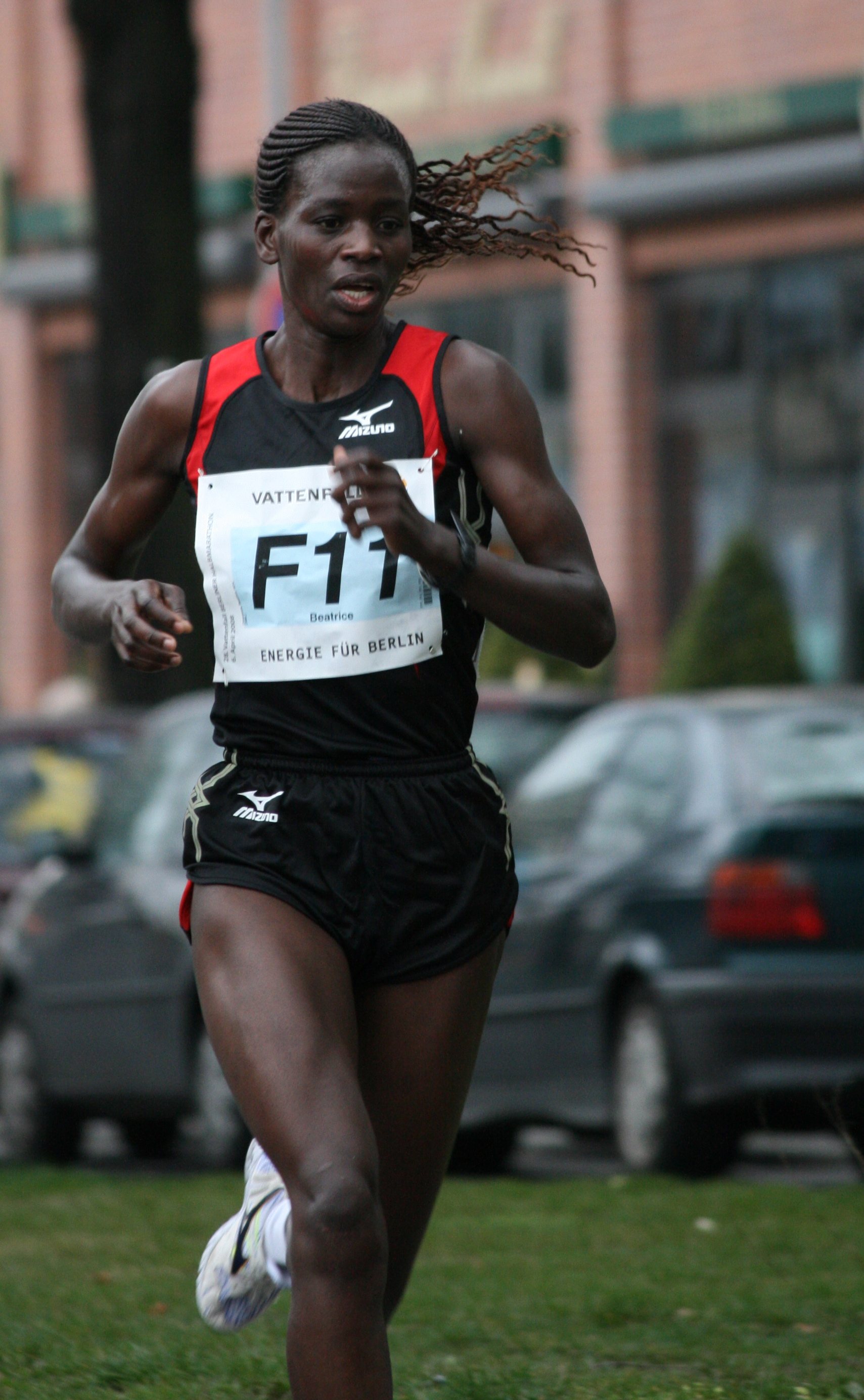
Beatrice Omwanza赢得1997年半程馬拉松冠軍

澳門國際馬拉松（葡萄牙語：Maratona Internacional de Macau）是在澳門舉辦的一項年度馬拉松賽事，從1981年起舉辦至今，其後得到酒店博彩經營公司銀河娛樂集團冠名贊助，全稱為「澳門銀河娛樂國際馬拉松」。

## 歷史
由熊猫體育會主辦、大西洋銀行贊助之澳門首次擧行之1981年馬拉松長跑賽，定於11月8日上午7時30分在新口岸賽車看台出發，途經澳門半島、氹仔，路環公路擧行，全程42公里。195公尺，一切比賽規則及辦法，均按照國際馬拉松賽辦理。此次參加比賽運動員本澳有131人，年齡最大的53歲，最小的12歲，香港及國際等地約男女好手三百八十多人報名參加，共計約四百餘人。由於本澳首次擧辦為國際性馬拉松賽跑、澳督高斯達海軍上校屆時將親臨參觀，並主持頒獎禮。跑畢全程321人，賽程由早上7時半開始，5個小時賽事中，沿途吸引大批路氹澳的觀衆。
在舉辦初段，先後得到澳葡政府各部門支持籌辦，直到1987年第七屆馬拉松由本地成立的澳門田徑總會接辦，同年與澳門體育總署(現為澳門體育局)贊助，澳門旅遊司、澳門巿政廳、海島巿政廳協辦。
1990年第十屆澳門馬拉松委員會已加入了「國際馬拉松曁公路賽總會」（AIMS），為了成為AIMS的會員，因此本屆的馬拉松賽與其他70個國際馬拉松賽事一樣，成為國際認可的比賽。並由AIMS的量度員、國際業餘田徑總會度量員、紐西蘭籍的紀龍威認可符合標準的澳門馬拉松賽道。為使此項比賽達到國際標準，特將比賽移往新口岸賽車看台進行。
1997年由於澳門運動場開幕致使全程馬拉松停辦一年，改為首次舉辦第一屆澳門國際半程馬拉松並持續至今。
由澳門體育總署和田徑總會聯合主辦的第十七屆澳門國際馬拉松和第二屆澳門國際半程馬拉松以及首次嘗試的迷你馬拉松三項比賽，同時於1998年11月29日上午氹仔運動場隆重舉行。半程馬拉松比賽全程21.0975公里，起點和終點與國際馬拉松賽一樣。迷你馬拉松比賽全程約2.7公里，路程與全程和半程國際馬拉松賽不同之處是不須經友誼大橋進入澳門市區，只在氹仔區競逐。起點、終點和起跑時間與上述兩項國際賽事一樣。
澳門體育發展局及澳門田徑總會聯合主辦2000年國際馬拉松，由於氹仔澳門運動場正進行加建工程﹐為此﹐主辦單位決定將比賽起點及終點改設於友誼大馬路金蓮花廣場前﹐ 並在該處舉行賽後頒獎禮。比賽路程基本不變﹐只作少許改動。但派發號碼布地點則仍在澳門運動場。
第7屆賽事新設以電子晶片作為計時系統﹐每位成功申請參加比賽者在領號碼布及晶片時需繳付港幣100元為按金﹐除了令比賽更有效率和計算成績更準確之外，還有效地阻止了試圖以不規則方法獲取虛假戰績的不正之風。
銀河娛樂渡假宣佈三年冠名贊助「澳門銀河娛樂渡假國際馬拉松及半馬拉松」，在2004年澳門社會文化司司長崔世安的見証下，體發局代局長黃有力與銀河娛樂渡假董事程裕昇簽署贊助協議書，並進行支票移交儀式。
2007年體育發展局宣佈銀河娛樂集團再連續三年支持是項賽事的舉行，成為冠名贊助商，贊助金額共三百萬澳門元，並將賽事命名為澳門銀河娛樂國際馬拉松。
為擴大參與澳門國際馬拉松三十周年的群體，使更多人士能參與及認識此項本澳歷史悠久的運動項目，主辦單位在2011年分別邀請了澳門中華學生聯合總會及澳門攝影學會協辦以澳門國際馬拉松為主題的青少年徵文、繪畫比賽及攝影比賽。主辦單位希望能藉本次的徵文、繪畫比賽，鼓勵本澳青少年以文字或圖畫描繪運動員比賽、訓練或澳門馬拉松歷史等，以弘揚馬拉松精神，提高市民對馬拉松運動的知識及欣賞能力。主辦單位亦希望透過攝影比賽，將參賽者鏡頭下的澳門國際馬拉松三十年歷程全面呈現，藉此推動市民對體育運動的興趣。
2012年國際馬拉松出現跑錯路線問題，全馬、半馬及迷馬三個項目無一倖免。組委會解釋，全馬、半馬項目因特邀運動員跑錯方向，誤導其他運動員，迷馬是指引員錯誤引領，堅持維持賽果。體發局長兼賽事組委會主席團成員黃有力向受影響運動員致歉。
體發局代局長戴祖義指出，澳門國際馬拉松已第32年舉行，為使參加者更安全及清晰地享受賽事，在多個公共部門協調及支持下將首次以封閉賽道進行，希望跑手能創佳績。田總理事長林顯富表示，首次採用封閉賽道作賽操作需更加嚴謹，逾七百人的工作人員團隊會全力以赴辦好賽事。該會每年均會組織馬拉松訓練班，為本澳參與者提供科學訓練方式，壯大澳門馬拉松跑手的陣容。
體發局透露，2015年增加參賽名額，更適逢澳門成功申遺十周年，全馬及半馬將首次途經世遺景點媽閣廟及澳大橫琴校區，同時祇會來回一次西灣大橋。賽道上每個分轉點都設有分隔欄，亦會提前至少一百五十米安排工作人員及指示牌，防止跑手出現跑錯賽道情況。不少愛好者對全馬路線稍有微言，覺得大部分路線集中在路氹城及澳大，而且過度重複，早前廣為張揚的世遺路段則較少，減低了比賽的吸引力。適逢成功申遺十周年，澳門國際馬拉打正世遺旗號，比賽比去年更快滿額，不過全馬路線僅途經媽閣廟一個世遺景點，跑友們期待已久的新馬路、議事亭前地冇影，加上兩次進出橫琴澳大，而且路線過度重複，引起跑手微言。
2019年是澳門特區成立20周年，為隆重其事，銀娛在體育局的支持下，特設銀娛回歸杯獎項，在馬拉松及半程馬拉松的男、女子澳門運動員組別中，奪得冠、亞、季軍的運動員，將獲得由銀娛頒發的豐富獎品，以鼓勵本地居民強身健體，推動大眾體育的參與。銀娛今年更會在比賽前夕，一連七天在旗下澳門百老匯美食街舉辦銀河娛樂澳門國際馬拉松嘉年華。透過馬拉松主題遊戲攤位、地道美食，以及精彩歌舞表演，營造全城參與的氛圍，亦希望藉此機會，向來自全球各地的跑手，展現本澳創意城市美食之都和世界旅遊休閒中心的魅力，促進本澳體育旅遊的發展。
由體育局及田總主辦、銀河娛樂集團冠名贊助的『2020銀河娛樂澳門國際馬拉松』。組委會根據衛生局指引對賽事採取一系列防疫措施，參賽者、觀眾及工作人員均需遵守及配合相關防疫安排及要求。今屆因應新冠肺炎疫情，所有參賽者均需在賽前進行核酸測試，參賽者入場有特別安排，需先提交核酸檢測陰性證明，方可進場。為讓參賽者有序地進入比賽場地，組委會於賽事當日在奧林匹克體育中心運動場周邊範圍，設置5個參賽者核酸檢測結果檢查站。
澳門國際馬拉松今年適逢四十周年，在這別具意義及值得紀念的日子，過去18年一直冠名贊助及支持馬拉松的銀娛今年亦做點別具意義的事，與澳門特殊奧運會合作，幫助有志完成馬拉松賽事的特奧運動員，讓他們完成其中一個人生目標。項目負責人馮瑛瑋透露，今屆馬拉松以三對三的陪跑方式，帶領特奧運動員完成半馬賽事：「馬拉松舉辦多年，其中有三個特奧運動員曾參賽，惜因沒有跑馬拉松節奏調節的相關知識，故未能完成賽事而感到遺憾。為此今屆與特奧會合作，派出三名陪跑員，以三對三的形式，協助他們順利完成賽事。」
第四十二屆馬拉松迎來疫後不需再檢疫的賽事。今屆賽事搞新意思首次途經金光大道，全馬及半馬則分途出擊。賽會別出心裁，馬拉松、半程馬拉松及迷你馬拉松悉數途經澳門銀河綜合度假城及金光大道。全馬及半馬在今屆氹仔路段亦有不同，林浩明指分流一直是賽會考量路線的因素之一，今屆在半馬起步約7.5至8公里後，全馬及半馬的跑手基本完成分流：「由於今屆賽事經過金光大道，該區域大約5至6公里，坊間有不少聲音指為何半馬不跑嘉樂庇大橋，因該大橋全長約二點五公里，往返則約為五公里，若今屆半馬延續去年相若的路線再加入金光大道路段，則會超過半馬規定的21.0975公里。因此，全馬及半馬選手在起步7.5至8公里後，半馬選手就跑向路環後折返回終點，全馬選手則跑向澳門，經嘉樂庇大橋、西灣大橋後返回運動場，大家分途進行。全馬前列的選手在計算上不會遇到較慢的其他跑手，我們設了一些分流位置，降低妨礙有機奪標的全馬跑手機會，希望大家都跑得開心。」賽事仍是以奧林匹克體育中心運動場作為起、終點，不少跑手都希望能增加新意思，改以其他地方為起、終點。林浩坦直言困難重重，需要與各方面協調：「今屆在賽道的方案上，提出以不同地方作為起、終點，但最終仍以運動場作起、終點，雖然運動場的出口相對較窄，但更改起終點有一定難度，我們要與各方面協調及討論，才能達成共識，為未來更改起終點打下基礎。」
賽事去年曾首次跑經的金光大道成為一次性的期間限定，今年第四十三屆回歸過往相若的路線；起點為奧林匹克體育中心運動場，全馬及半馬將於早上6時起跑，迷馬則在6時15分起步。全馬及半馬路線將途經嘉樂庇總督大橋、世遺景點媽閣廟及西灣大橋。為鼓勵參賽者在賽事中創造佳績，今屆會特別設立銀娛回歸盃獎項，得獎者獲得由主辦單位之一的銀河娛樂集團送出的獎品。為令參賽者、旅客及居民更投入賽事節慶氣氛，今年亦續辦一系列周邊活動，包括銀河娛樂澳門國際馬拉松嘉年華。

## 賽制
賽事日期12月第一個星期日舉行。賽道路程和參賽名額為馬拉松(42.195km)和1,400名、半程馬拉松(21.0975km)和4,800名、迷你馬拉松(約4.5 km)和5,800名。

## 活力團體盃
在迷你馬拉松中增設「活力團體盃」項目，分別頒發予有學生/會員/員工能完成賽事的團體單位：
1. 學校
2. 體育團體及政府登記社團
3. 公營及私營機構

## 歷屆冠軍[23]

### 馬拉松成績
關鍵：
  最佳紀錄者
| 屆數 | 年份           | 男子冠軍                            | 用時 (時:分:秒) | 女子冠軍                               | 用時 (時:分:秒) |
| ---- | -------------- | ----------------------------------- | --------------- | -------------------------------------- | --------------- |
| 1st  | 1981年11月8日  | Tom Flett（香港）                   | 2:41:42         | Tak Wai（香港）                        | 3:12:42         |
| 2nd  | 1982年11月7日  | Antonio Eratavo（義大利）           | 2:21:54         | 黃鳳芬（香港）                         | 3:17:18         |
| 3rd  | 1983年11月6日  | Antonio Eratavo（義大利）           | 2:25:00         | 哥頓遊子（香港）                       | 2:58:26         |
| 4th  | 1984年11月11日 | Antonio Eratavo（義大利）           | 2:24:29         | 黃鳳芬（香港）                         | 3:00:04         |
| 5th  | 1985年12月1日  | Antonio Eratavo（義大利）           | 2:20:18         | 哥頓遊子（香港）                       | 2:48:18         |
| 6th  | 1986年11月30日 | Antonio Eratavo（義大利）           | 2:26:47         | 黃鳳芬（香港）                         | 3:41:16         |
| 7th  | 1987年12月6日  | 張國偉（中国）                      | 2:16:21         | 湯宏偉（中国）                         | 2:58:24         |
| 8th  | 1988年12月4日  | 高朝愛（中国）                      | 2:19:18         | Elizabeth Hintz（香港）                | 2:57:03         |
| 9th  | 1989年12月3日  | António Costa（葡萄牙）             | 2:18:37         | Suk-yee Lau（香港）                    | 3:07:11         |
| 10th | 1990年12月2日  | António Costa（葡萄牙）             | 2:17:37         | 羅曼兒（香港）                         | 2:58:25         |
| 11th | 1991年12月1日  | António Costa（葡萄牙）             | 2:17:58         | 羅曼兒（香港）                         | 2:52:54         |
| 12th | 1992年12月6日  | Jerry Modiga（南非）                | 2:18:31         | 羅曼兒（香港）                         | 2:51:18         |
| 13th | 1993年12月5日  | 胡剛軍（中国）                      | 2:19:12         | 黎葉梅（中国）                         | 2:39:20         |
| 14th | 1994年12月4日  | Paulo Catarino（葡萄牙）            | 2:15:28         | 黎葉梅（中国）                         | 2:38:18         |
| 15th | 1995年12月3日  | Henrique Crisóstomo（葡萄牙）       | 2:15:39         | 黎葉梅（中国）                         | 2:40:47         |
| 16th | 1996年12月1日  | 董江民（中国）                      | 2:16:30         | Elena Makalova（白俄罗斯）             | 2:40:13         |
| 17th | 1998年11月29日 | Henrique Crisóstomo（葡萄牙）       | 2:19:44         | Lyubov Denisova（俄罗斯）              | 2:37:55         |
| 18th | 1999年12月5日  | 金中元（朝鲜民主主义人民共和国）    | 2:15:21         | 金昌玉（朝鲜民主主义人民共和国）       | 2:34:57         |
| 19th | 2000年12月3日  | Willie Mtolo（南非）                | 2:19:25         | 呂靜波（中国）                         | 2:47:15         |
| 20th | 2001年12月2日  | Benjamin Matolo（肯尼亚）           | 2:18:58         | 任秀娟（中国）                         | 2:42:11         |
| 21st | 2002年12月1日  | 朱榮華（中国）                      | 2:19:09         | Catherine Leonard（英国）              | 3:20:49         |
| 22nd | 2003年12月7日  | Kasirayi Sita（辛巴威）             | 2:15:58         | Catherine Leonard（英国）              | 3:16:25         |
| 23rd | 2004年12月5日  | Adam Dobrzyński（波兰）             | 2:16:30         | 戴艷艷（中国）                         | 2:37:27         |
| 24th | 2005年12月4日  | Philip Bandawe（辛巴威）            | 2:19:49         | Natalya Volgina（俄罗斯）              | 2:40:59         |
| 25th | 2006年12月3日  | Peter Kemboi（肯尼亚）              | 2:18:56         | 票雲淑（朝鲜民主主义人民共和国）       | 2:38:27         |
| 26th | 2007年12月2日  | 李金星（朝鲜民主主义人民共和国）    | 2:17:40         | 票雲淑（朝鲜民主主义人民共和国）       | 2:38:27         |
| 27th | 2008年12月7日  | 耶曼尼·特塞蓋（埃塞俄比亚）         | 2:15:06         | 袁麗麗（中国）                         | 2:36:40         |
| 28th | 2009年12月6日  | Mihaylo Iveruk（乌克兰）            | 2:17:45         | Roman Gebregessese（埃塞俄比亚）       | 2:37:08         |
| 29th | 2010年12月5日  | Tekesete Nekatibebe（埃塞俄比亚）   | 2:16:15         | 王雪芹（中国）                         | 2:37:37         |
| 30th | 2011年12月4日  | Stephen Chemlany（肯尼亚）          | 2:12:49         | Rose Chesire（肯尼亚）                 | 2:31:28         |
| 31st | 2012年12月2日  | Haile Haja（埃塞俄比亚）            | 2:23:56+        | Ehitu Kiros（埃塞俄比亚）              | 2:50:10+        |
| 32nd | 2013年12月1日  | Julius Maisei（肯尼亚）             | 2:12:43         | 金美景（朝鲜民主主义人民共和国）       | 2:36:32         |
| 33rd | 2014年12月7日  | Julius Maisei（肯尼亚）             | 2:14:45         | Flomena Chepchirchir（肯尼亚）         | 2:33:24         |
| 34th | 2015年12月6日  | Vitaliy Shafar（乌克兰）            | 2:14:44         | Olena Shurkhno（乌克兰）               | 2:33:24         |
| 35th | 2016年12月4日  | Peter Kimeli Some（肯尼亚）         | 2:12:52         | Ji Hyang Kim（朝鲜民主主义人民共和国） | 2:36:16         |
| 36th | 2017年12月3日  | Felix Kiptoo Kirwa（肯尼亚）        | 2:10:01         | 尤妮斯·基爾瓦（巴林）                  | 2:29:12         |
| 37th | 2018年12月2日  | Elijah Kemboi（肯尼亚）             | 2:15:18         | Mercy Kibarus（肯尼亚）                | 2:35:16         |
| 38th | 2019年12月1日  | Tafese Delelegn Abebe（埃塞俄比亚） | 2:12:53         | Lucy Cheruiyot（肯尼亚）               | 2:31:17         |
| 39th | 2020年12月6日  | 董國建（中国）                      | 2:12:59         | 張德順（中国）                         | 2:28:43         |
| 40th | 2021年12月5日  | 楊紹輝（中国）                      | 2:13:04         | 張德順（中国）                         | 2:29:09         |
| 41st | 2022年12月4日  | 管油勝（中国）                      | 2:19:03         | 李美珍（中国）                         | 2:40:26         |
| 42nd | 2023年12月3日  | Debele Fikadu Kebebe（埃塞俄比亚）  | 2:14:05         | Zinashwork Yenew Ambi（埃塞俄比亚）    | 2:33:38         |
| 43rd | 2024年12月1日  | Debele Fikadu Kebebe（埃塞俄比亚）  | 2:12:16         | Alexandra Morozova（俄罗斯）           | 2:34:22         |

### 半程馬拉松成績
關鍵：
  最佳紀錄者
| 屆數 | 年份           | 男子冠軍                         | 用時 (時:分:秒) | 女子冠軍                                   | 用時 (時:分:秒) |
| ---- | -------------- | -------------------------------- | --------------- | ------------------------------------------ | --------------- |
| 1st  | 1997年11月23日 | Hezron Otwori（肯尼亚）          | 1:02:55         | Beatrice Omwanza（肯尼亚）                 | 1:15:31         |
| 2nd  | 1998年11月29日 | 何海濤（中國香港）               | 1:17:20         | Mota Rosa（葡萄牙）                        | 1:20:38         |
| 3rd  | 1999年12月5日  | 何海濤（中國香港）               | 1:16:38         | 伍麗珠（中國香港）                         | 1:25:12         |
| 4th  | 2000年12月3日  | 吳恩賜（中国）                   | 1:17:18         | Double Christine Angela（英国）            | 1:24:20         |
| 5th  | 2001年12月2日  | Mark John Willians（英国）       | 1:16:41         | 伍麗珠（中國香港）                         | 1:27:43         |
| 6th  | 2002年12月1日  | 翁竹毅（臺灣地區）               | 1:15:18         | Double Christine Angela（英国）            | 1:22:27         |
| 7th  | 2003年12月7日  | 吳恩賜（中國香港）               | 1:15:17         | Double Christine Angela（英国）            | 1:22:51         |
| 8th  | 2004年12月5日  | 吳恩賜（中國香港）               | 1:13:00         | 高惠梅（中国）                             | 1:27:15         |
| 9th  | 2005年12月4日  | Tait Neil（中國香港）            | 1:16:07         | Leung Ying Suet（中國香港）                | 1:29:46         |
| 10th | 2006年12月3日  | Chan Wai Kwok（中國香港）        | 1:16:02         | Yang Feng Xia（中国）                      | 1:17:57         |
| 11th | 2007年12月2日  | 李嘉綸（中國香港）               | 1:18:35         | 姚潔貞（中國香港）                         | 1:27:49         |
| 12th | 2008年12月7日  | 陳振傑（澳門）                   | 1:17:45         | 周鳳玲（澳門）                             | 1:33:28         |
| 13th | 2009年12月6日  | Timothy Kibet Chelimo（肯尼亚）  | 1:08:24         | 莫紫凌（中國香港）                         | 1:30:17         |
| 14th | 2010年12月5日  | 關思楊（中国）                   | 1:09:01         | 許治華（中国）                             | 1:21:33         |
| 15th | 2011年12月4日  | David Mutai（肯尼亚）            | 1:06:13         | Nathalie Marie Darbon（法國）              | 1:28:06         |
| 16th | 2012年12月2日  | Silas Muturi Gichovi（肯尼亚）   | 1:14:08+        | Elisabete Lopes（葡萄牙）                  | 1:27:55+        |
| 17th | 2013年12月1日  | Silas Muturi Gichovi（肯尼亚）   | 1:04:36         | Edinah Jeruto Koech（肯尼亚）              | 1:16:26         |
| 18th | 2014年12月7日  | Daniel Vieira Pinheiro（葡萄牙） | 1:07:43         | Edinah Jeruto Koech（肯尼亚）              | 1:20:50         |
| 19th | 2015年12月6日  | Joseph Ngare（肯尼亚）           | 1:05:19         | Carla Gabriela de Jesus Martinho（葡萄牙） | 1:18:56         |
| 20th | 2016年12月4日  | Joseph Ngare（肯尼亚）           | 1:05:59         | Doroteia Alves Peixoto（葡萄牙）           | 1:16:40         |
| 21st | 2017年12月3日  | Josphat Menjo（肯尼亚）          | 1:04:49         | Doroteia Alves Peixoto（葡萄牙）           | 1:16:00         |
| 22nd | 2018年12月2日  | Josphat Kiprono Menjo（肯尼亚）  | 1:05:21         | Esther Wambui Karimi（肯尼亚）             | 1:14:02         |
| 23rd | 2019年12月1日  | John Muiruri Mburu（肯尼亚）     | 1:03:45         | Esther Wambui Karimi（肯尼亚）             | 1:13:37         |
| 24th | 2020年12月6日  | 邊岐（中国）                     | 1:06:29         | 王珊珊（澳門）                             | 1:28:06         |
| 25th | 2021年12月5日  | 邊岐（中国）                     | 1:09:02         | 殷曉雨（中国）                             | 1:20:09         |
| 26th | 2022年12月4日  | 王坤（中国）                     | 1:08:46         | 殷曉雨（中国）                             | 1:17:43         |
| 27th | 2023年12月3日  | Mathew Samperu（肯尼亚）         | 1:04:00         | Ziporah Wanjiru Kingori（肯尼亚）          | 1:15:05         |
| 28th | 2024年12月1日  | Mathew Samperu（肯尼亚）         | 1:04:50         | Emebet Getawy Beyene（埃塞俄比亚）         | 1:16:52         |

- +表示由於馬拉松比賽編組誤差導致多出3公里行程

## 相關活動

### 最具創意服裝大賽
為增添賽事元素，2016年開始首設活動，參加活動的人士可首先下載澳門國際馬拉松手機應用程式，然後透過手機程式拍攝以及上載一張以本年「澳門國際馬拉松」為主題的相片，並填寫對賽事的感受及個人資料，每個活動每人只限上載一張相片。

### 銀河娛樂澳門國際馬拉松嘉年華
2019年馬拉松已踏入38屆，賽事多年來受到本地、外地跑手歡迎，賽事氣氛熱烈。為進一步提升馬拉松氛圍，大會連同贊助機構，比賽前夕舉行一星期馬拉松為主題的嘉年華，設有攤位遊戲、美食攤位等，讓一眾無份落場跑的市民、遊客，能提早感受馬拉松盛事的氣氛。嘉年華結合體育、美食與娛樂表演等元素，邀請澳門特邀跑手、網絡藝人來臨開幕禮現場，分享賽前準備心得，並邀請銀娛才藝之星第三名得主以節奏口技的方式，在現場演繹以運動為主題的曲目，更有兒童拉丁舞表演助陣。此外，百老匯美食街同時安排了面部彩繪、有趣的互動歌舞表演，現場吸引衆多一家大小的市民及旅客參與。
2021年銀娛邀請了本澳10間社服機構於嘉年華活動期間，在百老匯大街設置慈善攤位，旨在拓展其社區交流平台。社服機構安排了學員到場參與，學員亦可以透過這個平台與市民互動，從而拉近學員與社區的關係，有些學員的家人更特意親臨攤位為其打氣，以示支持。參與機構包括澳門特殊奧運會、澳門戒毒康復協會、澳門扶康會、澳門利民會、澳門弱智人士家長協進會、澳門聽障人士協進會、澳門奧比斯、澳門樂施會、澳門愛護動物協會、澳門愛心童樂協會。

## 爭議

### 女子跑手的獎金待遇
連續幾屆的澳門國際馬拉松，都只有為男子組設獎金，女子冠軍跑到嘔白泡連一毫子都沒有，有人認為不公平。不過蕭威利就根據這個問題去解釋，本來女子組亦設有獎金，但由於國際上出色的女子馬拉松運動員不多，願來到澳門比賽的優秀女子運動員更少，所以女子組水平參差，除了跑第一名有點看頭外，差不多有報名都可以得獎，大會覺得這樣無法鼓勵真正有本事的運動員來。蕭威利還指出，以女子的體質，一年跑一至兩場馬拉松已經說是極限，出色的女選手一定會選擇最大型的才參加，澳門的吸引力相對地小。其實澳門早年曾設過女子組獎金，亦吸引不到那些出色的女運動員來澳參賽。
田總的劉錦釗亦慨嘆當今世界上優秀的馬拉松運動員其實不多，外國試過曾有八十多個參賽馬拉松的運動員，只有20人可以在大會所要求的時間內衝線，其餘的統統被大會的車接走算了。達到兩小時十來分左右的人實在很少，所以現在有種趨勢，向半程馬拉松發展。
這次澳門嘗試把田徑賽和馬拉松賽安排連續兩日進行，的而且確是對工作人員的一大挑戰，看看能否應付繁重的工作，作為對2005年東亞運動會的準備。雖然蕭威利表示暫時仍未落實會否將田徑作為東亞運的比賽項目，但除了場地的田徑賽外，馬拉松方面或可以以大阪為例，為了便於安排，只設有半程馬拉松賽而不辦全程馬拉松。
第20屆國際馬拉松女子冠軍任秀娟在賽後一臉疲憊，似乎不大滿意。任秀娟表示帶有一點抱怨，知道女子組冠軍並沒有獎金後，她更見不悅﹕「幾千元也可以，這樣才會令水平提高呢！不然明年誰來跑？」她剛在九月北京馬拉松跑了個第三，九運會5000米跑了個第五，不消幾天便來澳參賽，實力依然不差。她表示，最優秀的女子馬拉松選手一年大約會參加兩至三個比賽，如果設有獎金，就算第一線的運動員亦會考慮來參加的。
直到2005年賽事組委會為鼓勵更多女子選手參加，已重新調配獎金安排，男、女子組總名次獎金將相同，各獎前十五名，連同破紀錄獎、特別獎及本地運動員獎金，獎金總額達到澳門幣856800元。

### 選手跑錯路
2012年賽事吸引約6000名跑手參與，大會為分流人群及減輕道路壓力，劃分為兩個起步時段，全馬及半馬運動員5時起跑。惜甫開賽即出現問題，運動員在田徑場出口錯跑相反方向，導致多跑一公里，有運動員稱自己緊跟特邀運動員跑往大潭山，估計多跑了三公里；其後的迷馬由於指引員出錯，路線與原定有出入，較大會規定路線長。
組委會12月3日下午5：30分於體發局舉行記者會，由競賽主任陳步倩講述跑錯路線情況。是次事件導致全馬及半馬運動員至少多跑一公里，陳步倩指：「大會設有兩名持旗指引員在運動場出口，亦有兩名負責押後。當特邀運動員跑錯方向，前面的引領員發覺時已反應不及，押後的引領員嘗試伸手攔截，或因距離較短，加上雨勢頗大，整隊人龍迅速經過。」陳步倩承認迷馬方面屬指引員出錯：「可能當時路面複雜，引領員受到全馬及半馬錯誤影響，終帶錯方向，導致多跑超過一公里。」陳步倩表示：「組委會每屆均會組織特邀運動員進行實地考察，過往大部分運動員均會參加，今年祇得一名特邀運動員前往考察，可能因而造成他們對賽道不熟悉。本地運動員反映他們瞭解路線，但優秀的特邀運動員錯誤左轉，他們沒理由不跟隨。」對是次問題，陳步倩解釋：「賽會不停瞭解情況，以及檢討問題，道路複雜、時間安排，以及指引員的培訓，我們思考將來改善方向，大會辦賽目的讓運動員充分發揮。」陳步倩補充：「賽事晨早5點起步，工作人員通宵工作，尤其是跑道上的工作人員，他們非常艱苦。」
組委會主席團成員黃有力表示：「組委會與工作人員開會，望能完善各項工作，並嘗試透過不同途徑與運動員溝通，協助他們在田徑有更好發展。同時，會與特邀運動員協調，組織他們再度來澳參賽。」
從2013年開始，首次採用賽道與車道分隔的封閉式賽道。田徑總會副理事長陳步倩指出，封閉式賽道其實就是馬拉松選手所途經的路線禁止車輛行駛。以西環大橋為例，以往是開放最左線供選手，右邊兩條線仍然會有車經過，危險之餘，亦會影響選手心情，繼而影響表現。曾有選手在競跑途中，被警察截停，示意要先讓車輛通行，非常無奈。封閉式賽道則是封路，不准車輛通行，待馬拉松賽事完結才解封。

### 視障人士參賽被拒
澳門一群視障人士打算參加第15屆澳門銀河娛樂國際馬拉松。張志邦是一名視障者，有嚴重弱視，原本計劃包括他在內的十名港澳視障者參加12月的澳門迷你馬拉松，得知當局把他們拒諸門外，感到十分失望。「不是我們不想踏出家門，是重重的障礙令我們好難踏出家門。」他想讓社會知道視障人士都有信心、有志氣地完成馬拉松比賽，更想讓視障人士有做運動的機會、能夠融入社會、能夠參與社會正常活動。為了備戰馬拉松，他們積極認真，日前邀請香港教練、領跑員及視障長跑運動員來澳，一同到松山練習，學習長跑技巧、進行耐力及體能等訓練，並以手中的一圈繩，視障人士與領跑員在黑暗中跑步，克服身體的缺陷及心理障礙。張志邦表示，已有澳門的資深跑手答應義務做他們的領跑員，亦安排了練習時間表，基本上安全不成問題，希望得到政府支持。
由於香港馬拉松宣揚傷健共融精神，殘疾人士參加馬拉松已有多年，不少殘疾健兒更在香港及國際運動賽事中屢獲殊榮，證明只要有機會，殘疾人士亦可發揮無限潛能。張志邦計劃再戰香港渣打馬拉松，認為澳門視障人士第一次參加馬拉松竟在外地，亦是澳門的遺憾。
體發局接受澳門日報查詢時表示，是次馬拉松並無設置殘疾人士或輪椅組別，加上道路環境不許可，拒絕讓視障人士參賽是基於安全考慮，未來不排除讓殘疾人士有參賽的機會。
北區社諮委呂開顏、劉雪雯表示，近日有視障人士打算報名參加\澳門迷你馬拉松，卻被體發局以安全理由拒絕。事件讓外界關注本澳『傷健共融』的精神和殘障人士走入社會的重重障礙。馬拉松比賽的贊助機構亦表態支持，願意提供香港視障跑手、領跑員等的交通食宿。這班有信心、有勇氣準備馬拉松的視障朋友，希望通過參加運動，向全社會傳遞殘疾人士積極融入社會的正能量，結果卻被體發局拒諸門外。早在二十多年前的澳門馬拉松已設有輪椅組別，但在1995年之後悄然取消。隨著社會和經濟發展，今日的澳門比以往具備更多的資源和經驗，應為更多人士提供參賽機會。可惜，今年的馬拉松沒有為殘障人士劃分組別，視障人士積極尋求多方力量支持，但當局仍然拒絕讓他們參賽，如此做法讓人感到較20年前退步。他們認為當局應為殘障人士參與體育運動創造條件，現時距離馬拉松賽事約有兩個月，冀體發局就是次事件與有關團體溝通，利用此段時間，通過更多溝通和協商，採取相應的措施，解決當中的問題，讓殘障人士有機會參與體育運動。
視障人士權益促進會理事長張志邦日前與體發局代表會面，表示之前拒報事件只是雙方的一場誤會，張志邦希望透過會面，讓體發局清楚瞭解到視障人士參加馬拉松比賽的各項要點。經過誠懇對話，體發局已經口頭答應視障運動員可以參加比賽，稍後會正式作書面答覆，但有一個先決條件，就是要視障運動員和領跑員先試跑一次比賽道路，如無任何問題，就可以與大衆共同參與。對於體發局的要求，張志邦認為合理，同時希望賽會能夠一視同仁，強調殘障運動員不需要特別對待：「我們不需要劃分組別，不需要獎盃、獎金，只希望能得到與其他運動員一樣的看待，得到參賽機會，證明殘障人士一樣可以踏出家園，融入社會。」

### 本地跑手不被尊重
因應活動安排調整，體育局公佈原定於2022年12月4日早上6時起跑馬拉松比賽，起跑時間作出更改:馬拉松、半程馬拉松澳門地區以外參賽者維持早上6時起跑，而馬拉松、半程馬拉松本澳參賽者改為7時起跑，迷你馬拉松所有參賽者則順延至7時15分起跑。主辦方在12月3日公佈本地跑手起跑時間改變，大多本地跑手對措施以『彈』居多。有跑手稱要跟足防疫措施才可進場，認為如果一同起跑亦無問題。亦有跑指明白主辦方防疫要求，但賽前所有人都需熱身，且熱身區包括本地及外地參賽者，有感措施成效不大。迷馬參與者表示志在參與，認為推遲起跑可接受。但稱同為跑手，覺得推遲起跑會影響半馬及全馬的參賽者正常發揮。

### 跑道再不入金光大道
2023年跑入金光大道為跑手帶來新鮮感，不過2024年路線再回用過往路線。由於上屆搞新意思，跑入金光大道，不過暫時成為一次性的限定版，因今屆馬拉松路線再沒有上屆所新增的路段，基本跑回2022年的路線，僅在路環段稍作調整。不再跑入金光大道，澳門國際馬拉松賽道主任林浩明坦言交通壓力是主因：「上屆的馬拉松、半程馬拉松及迷馬的路線都經澳門銀河綜合度假城及金光大道，令該區交通壓力嚴峻；加上跑經上述路線，半馬路程因為增加而超出規定的公里數，所以不能跑過嘉樂庇大橋。我們汲取跑手希望跑過橋的反饋，加上辦賽亦希望盡量把影響減到最低，經各方面考量後，決定暫時沿用前一屆的路線。」林浩明坦言各大馬拉松都會在標誌性的地標起步，透露田總多年來都爭取以地標性建築作起跑點為其中一個目標，但起終點不同，運動員等候區域、儲物的空間位置及運輸等的資源調配，都要作詳細討論及研究，待各方達成共識才能成事。更透露路線已有新方案，但涉及面廣，同樣要經各方協調，希望不久將來能落實。

## 外部鏈接
- 澳門國際馬拉松官方網頁